# Simon Stadler
Simon Stadler (ur. 20 lipca 1983 w Heidelbergu) – niemiecki tenisista.

## Kariera tenisowa
W gronie zawodowców od 2002 roku. W turniejach rangi ATP World Tour wygrał jeden turniej w grze podwójnej, w lipcu 2013 roku w Båstad, razem z Nicholasem Monroem. Stadler był także dwa razy uczestnikiem finałów kategorii ATP World Tour w deblu.
Najwyżej w rankingu ATP singlistów zajmował 140. miejsce (23 lutego 2009), a w klasyfikacji deblistów 59. pozycję (28 października 2013).

### Finały w turniejach ATP World Tour
| Nazwa                       |
| --------------------------- |
| Wielki Szlem                |
| Igrzyska olimpijskie        |
| ATP World Tour Finals       |
| ATP World Tour Masters 1000 |
| ATP World Tour 500          |
| ATP World Tour 250          |

#### Gra podwójna (1–2)
| Końcowy wynik | Nr | Data           | Turniej      | Nawierzchnia | Partner         | Przeciwnicy                         | Wynik finału   |
| ------------- | -- | -------------- | ------------ | ------------ | --------------- | ----------------------------------- | -------------- |
| Finalista     | 1. | 24 lutego 2013 | Buenos Aires | Ceglana      | Nicholas Monroe | Simone Bolelli Fabio Fognini        | 3:6, 2:6       |
| Zwycięzca     | 1. | 14 lipca 2013  | Båstad       | Ceglana      | Nicholas Monroe | Carlos Berlocq Albert Ramos-Viñolas | 6:2, 3:6, 10–3 |
| Finalista     | 2. | 28 lipca 2013  | Umag         | Ceglana      | Nicholas Monroe | Martin Kližan David Marrero         | 1:6, 7:5, 7–10 |